# Arco canopial

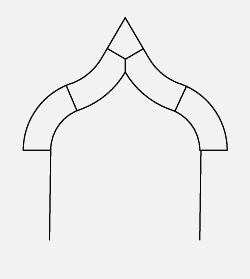
Arco conopial.

O arco canopial ou conopial é um tipo de arco ondulado composto por, no mínimo, quatro segmentos de arcos que geram duas curvas convexas em baixo e duas curvas côncavas em cima, que convergem num vértice.
Este tipo de arco foi característico da arquitetura do gótico flamejante e do manuelino.